# سازمان فضایی اسرائیل
سازمان فضایی اسرائیل سازمان ملی فضایی کشور اسرائیل است. وظیفه این سازمان، پژوهش در زمینه استفاده از فضا و برنامه‌ریزی برای گسترش فناوری‌های فضایی با استفاده از دانش کارشناسان و مهندسان اسرائیلی و همکاری‌های بین‌المللی است.
اسرائیل اولین کشور در منطقه خاورمیانه و هشتمین کشور در جهان است که توانایی طراحی، ساخت و پرتاب ماهواره را دارا شد.

## تاریخچه
مهندسان سازمان هوافضای اسرائیل با همکاری گروهی از دانشجویان رشته هوافضا در دانشگاه صنعتی اسرائیل موفق شدند که برای اولین بار در تاریخ خاورمیانه، ماهواره و موشک ساخت کشور اسرائیل را به نام ماهواره اوفک-۱ در تاریخ ۱۹ سپتامبر ۱۹۸۸ میلادی و با موفقیت به فضا پرتاب کنند.
«اوفک» در زبان عبری به معنای «افق» در زبان فارسی است.

## ماهواره‌های اوفک

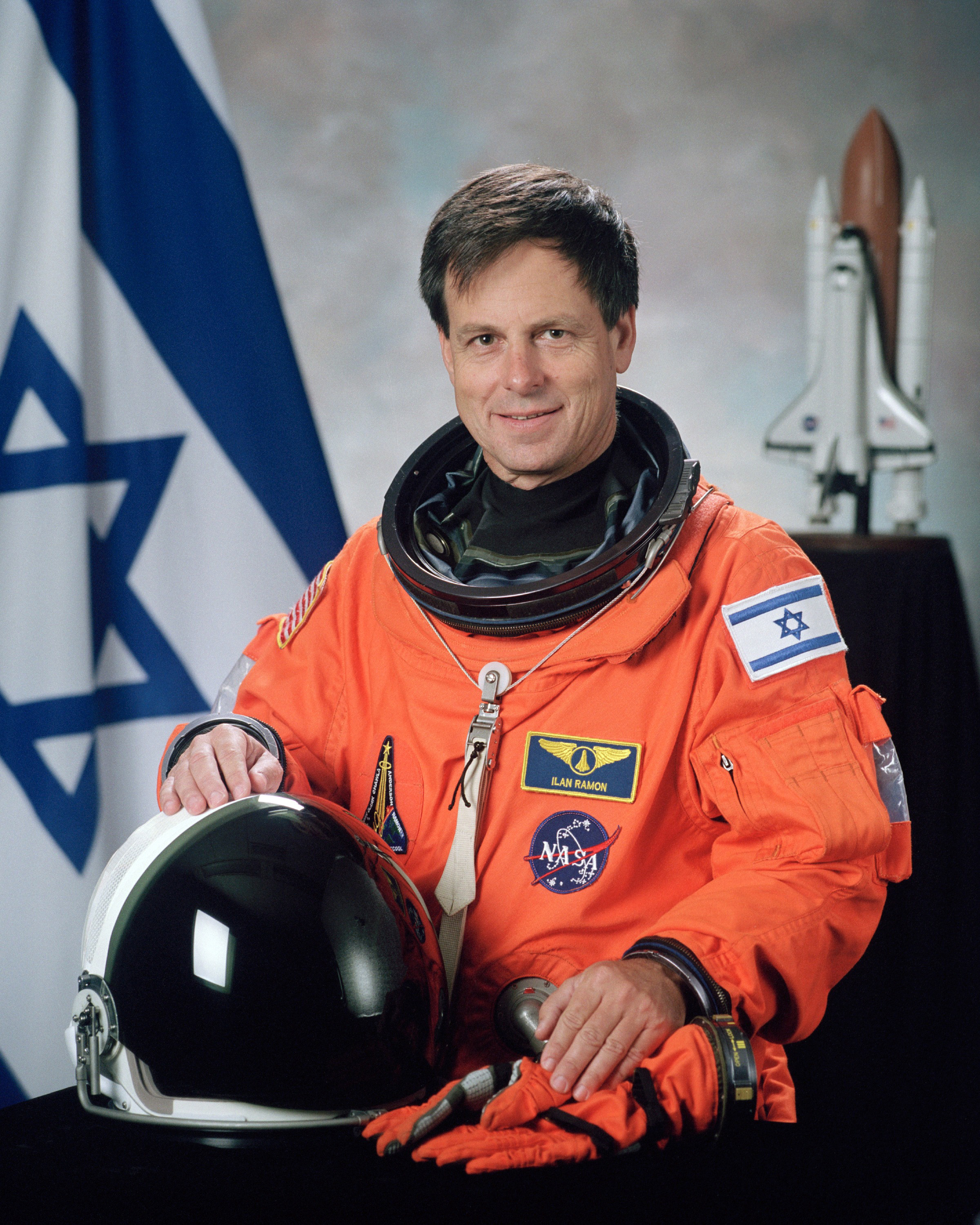
ایلان رامون، خلبان و فضانورد اسرائیلی بود که در حادثه انفجار فضاپیمای کلمبیا در حال بازگشت به جو زمین کشته شد.

- اوفک-۱ در تاریخ ۱۹ سپتامبر ۱۹۸۸ میلادی و با موفقیت به فضا پرتاب شد.[۱]
- اوفک-۲
- اوفک-۳
- اوفک-۴
- اوفک-۵
- اوفک-۶ پس از پرتاب در سال ۲۰۰۴ به دریای مدیترانه سقوط کرد.
- اوفک-۷ در تاریخ ۱۱ ژوئن ۲۰۰۷ میلادی (۲۱ خرداد ۱۳۸۶ خورشیدی) با موفقیت به فضا پرتاب شد.[۳]
- اوفک-۸ در تاریخ ۲۱ ژانویه ۲۰۰۸ به فضا پرتاب شد.
- اوفک-۹ در تاریخ ۲۲ ژوئن ۲۰۱۰ به فضا پرتاب شد.
- اوفک-۱۰ در تاریخ ۹ آوریل ۲۰۱۴ به فضا پرتاب شد.
- اوفک-۱۱ در تاریخ ۱۳ سپتامبر ۲۰۱۶ به فضا پرتاب شد.

## ماهواره‌ها
- اوفک
- آموس
- اروس
- تک‌سار